# Radikal 95
Radikal 95 mit der Bedeutung „dunkel“ ist eines von 23 der 214 traditionellen Radikale der chinesischen Schrift, die mit fünf Strichen geschrieben werden.
Mit 4 Zeichenverbindungen in Mathews’ Chinese-English Dictionary gibt es nur sehr wenige Schriftzeichen, die unter diesem Radikal im Lexikon zu finden sind. Moderne Wörterbücher wie das Xiandai Hanyu Cidian und das Xinhua-Wörterbuch führen 玄 nicht als Radikal.
Hauptsächlich fungiert 玄 als Lautträger im zusammengesetzten Zeichen wie zum Beispiel in:
痃 (eine Krankheitsbezeichnung, mit Radikal 104 疒 = Krankheit als Sinnträger),
炫 (= blenden, mit Radikal 86 火 = Feuer als Sinnträger),
泫 (= triefen, mit Radikal 85 氵 = Wasser als Sinnträger),
眩 (= verschwommen, mit Radikal 109 目 = Auge als Sinnträger),
舷 (Schiffsseite wie: 右舷 youxian Steuerbord, mit Radikal 137 舟 = Schiff als Sinnträger),
弦 (= Bogensehne, mit Radikal 57 弓 = Bogen als Sinnträger) und
畜 (züchten, mit Radikal 102 田 = Feld als Sinnträger).
Xuanzang (玄奘, Xuánzàng, W.-G. Hsüan-tsang; jap. 玄奘三蔵, Genjō Sanzō) (* 603, † 664) war ein buddhistischer Pilgermönch aus China, der 629–645 die Seidenstraße und Indien bereiste. Xuanzang hinterließ eine Reisebeschreibung unter dem Titel Beschreibung der Westlande, die heute tieferen Einblick ins damalige Indien gibt. Seine Schriften wurden in der Großen Wildganspagode in Xi’an aufbewahrt. Er selbst wurde zur Hauptfigur des klassischen chinesischen Romans „Die Pilgerreise nach dem Westen“.

## Schriftzeichenverbindungen, die vom Radikal 95 regiert werden
| Striche | Zeichen |
| ------- | ------- |
| +0      | 玄      |
| +04     | 玅      |
| +05     | 玆      |
| +06     | 率 玈   |

 Im Unicodeblock Kangxi-Radikale ist das Radikal 95 unter der Codepointnummer 12.126 (U+2F5E) codiert.